# Agusta A129 Mangusta
Agusta A129 Mangusta (od lipnja 2007. AW129) naziv je za borbeni helikopter kojeg je razvila tvrtka talijanska Agusta (danas AgustaWestland), i bio je prvi jurišni helikopter koji je bio dizajniran i proizveden u cijelosti u Europi. Razvoj A129 započeo je 1978., i prvi let je obavljen 1983.

## Tehničke karakteristike (A129)
Osnovne karakteristike
- posada: 2
- dužina: 12,28 m
- promjer rotora: 11,90 m
- visina: 3,35 m

Letne karakteristike
- najveća brzina: 278 km/h
- ekonomska brzina: 229 km/h
- dolet: 1.000 km
  - borbeni dolet: 510 km
- brzina penjanja: 10,2 m/s
- najveća visina leta: 4.725 m
- motor: 2× Rolls-Royce Gem 2-1004D turbo-osovinska motora

## Vanjske poveznice
|  | Zajednički poslužitelj ima stranicu o temi Agusta A129 Mangusta |